# Charles Osmond Frederick
Charles Osmond Frederick là một kỹ sư người Anh chuyên tâm vào sự tương tác của đường ray và bánh xe tại Trung tâm Kỹ thuật Đường sắt nước Anh, Derby.
Cùng với P.J. Armstrong, ông đã phát triển mô hình biến dạng dẻo Armstrong-Frederick, được áp dụng trong lý thuyết về các biến dạng không đàn hồi. Vào đầu thập niên 1960, ông đảm nhận công tác điều tra hiện tượng ứng suất trong các thành phần nhiên liệu hạt nhân cho Cơ quan Năng lượng Nguyên tử Vương quốc Anh. Từ khoảng năm 1970, ông được nhận vào làm cho trung tâm nghiên cứu của hãng Đường sắt Anh.
Năm 2006, những người rà soát bằng sáng chế đã khám phá lại một bằng sáng chế được cấp vào năm 1973 cho Ủy ban Đường sắt Anh về một phương tiện không gian điều khiển bằng hạt nhân, được gọi là đĩa bay Đường sắt Anh. Bằng sáng chế dựa trên công trình do Frederick làm ra, ban đầu hướng tới một bệ nâng và cuối cùng lên đến cực điểm là một chiếc tàu chở khách chạy bằng năng lượng tổng hợp hạt nhân dùng để du hành liên hành tinh.

## Ấn phẩm
- C.O. Frederick and J.D. Waters: Bowing behaviour of experimental fuel elements in the Windscale AGR, Report to United Kingdom Atomic Energy Authority; 1963
- C.O. Frederick: Model correlations for investigating creep deform and stress relaxation in structure, Journal of Mechanical Engineering Science, Vol. 7 No. 1
- P.J. Armstrong and C.O. Frederick: A mathematical representation of the multiaxial Bauschinger effect. Technical Report RD/B/N 731, C.E.G.B, 1966.
- C.O. Frederick: Heat resistant and flexible pads for the support of rails; London, British Railways Board, Research and Development Division, 1972
- C. O. Frederick and G.W. Morland:  Device for applying a massless load to a rail; London, British Railways Board, 1973
- Rail technology: Proceedings of a seminar organised by British Rail Research & Development Division & American Association of Railroads held at Nottingham University 21–ngày 26 tháng 9 năm 1981; edited by Charles Osmond Frederick & David John Round; 1983, ISBN 0-9508596-0-5
- C.O. Frederick and J.C. Sinclair:  A rail corrugation theory which allows for contact patch size, Tech. Univ. Berlin, Rail Corrugations p 1-27 (SEE N94-23581 06-31), 1992
- C.O. Frederick: The railways - Challenges to science and technology - A conference sponsored by the Royal Academy of Engineering, The Royal Society, and British Rail, ngày 26 tháng 4 năm 1995; PROCEEDINGS OF THE INSTITUTION OF CIVIL ENGINEERS: TRANSPORT 117 (2): 157-158 MAY 1996
- C.O. Frederick and A.P. Young: Infrarail seminars, Manchester, September 1994; PROCEEDINGS OF THE INSTITUTION OF CIVIL ENGINEERS: TRANSPORT 117 (1): 63-66 FEB 1996